# Pseudoarabidopsis toxophylla
Pseudoarabidopsis toxophylla (гусимка отруйна, різушка отруйна як Arabidopsis toxophylla) — вид рослин з родини капустяних (Brassicaceae); поширений у Молдові, Україні, південноєвропейській Росії, Казахстані, західному Сибіру.

## Опис
Дворічна чи багаторічна рослина 10–40 см. Стеблові листки зі стрілоподібною основою або стеблоохопні, з вушками. Квітки великі, пелюстки 6–8 мм завдовжки. Стручки 16–27 мм довжиною, прямостійні, з дуже коротким, товстим стовпчиком.

## Поширення
Поширений у Молдові, Україні, південноєвропейській Росії, Казахстані, західному Сибіру.
В Україні вид зростає на солончаках — у Степу (Присивашшя) і Лісостепу (на Лівобережжі в Дніпропетровській і Луганській обл.).